# Wolfram (Musiker)

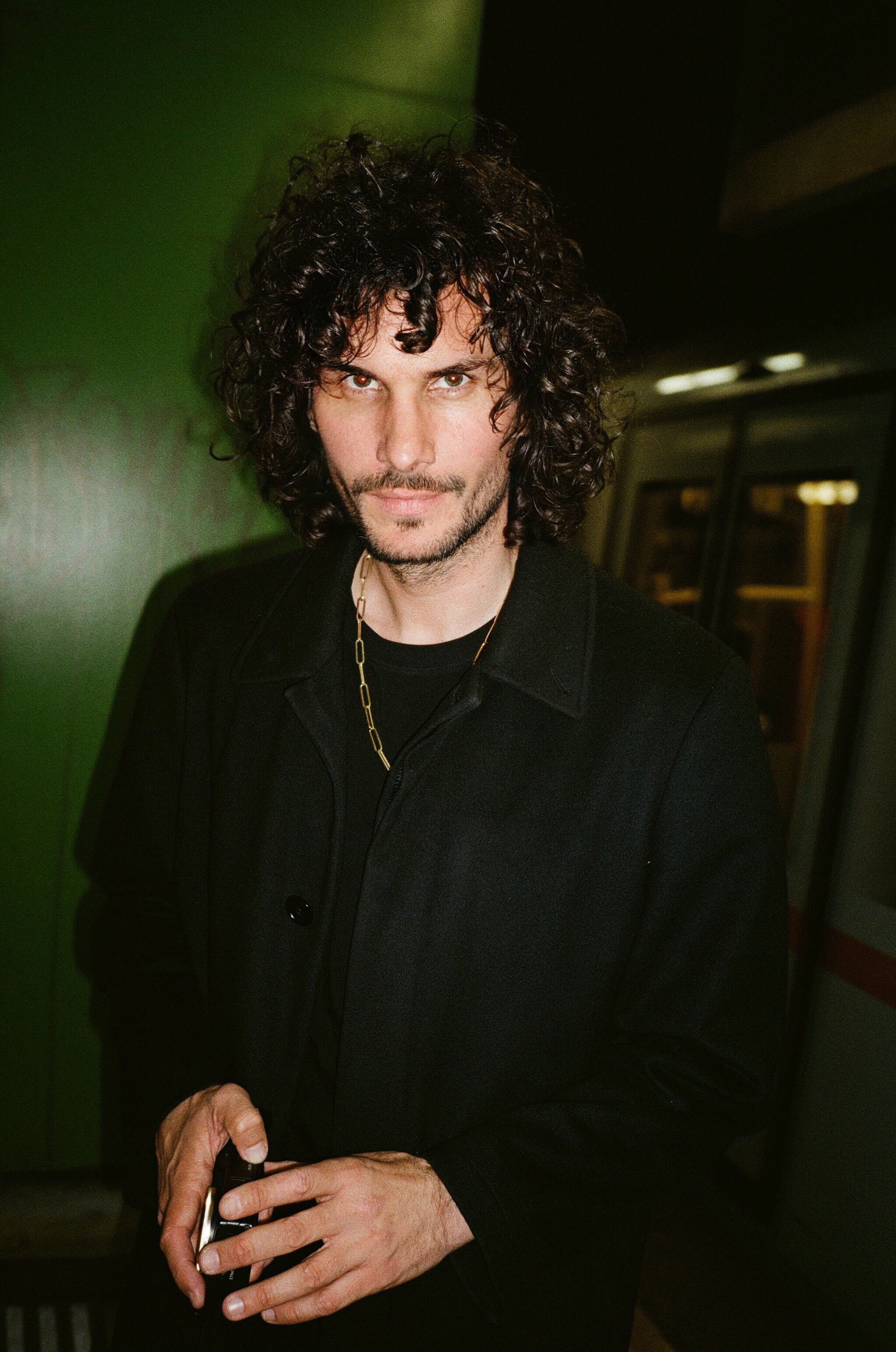
Wolfram

Wolfram Eckert (* 1983 in St. Veit an der Glan) ist ein österreichischer Musiker und DJ. Im Jahr 2011 veröffentlichte er mit WOLFRAM sein erstes Album, das internationale Gastsänger wie Hercules and Love Affair, Haddaway und Legowelt beinhaltet. Er fertigte unter anderem Neubearbeitungen von Songs für Musiker wie Moby und Hercules and Love Affair an, die auf Mute Records und Moshi Moshi Records erschienen. 2012 war er für den Amadeus Austrian Music Award in der Kategorie Electronic/Dance nominiert. Derzeit steht er bei dem amerikanischen Musiklabel DFA Records unter Vertrag.

## Diskografie

### Alben
- 2011: Wolfram, Permanent Vacation
- 2019: Amadeus, Public Possession, Live From Earth

### Singles & EPs
- 2008: Wolfram* Ft. Marcus Mixx - Americafuckyeah, Crème Organization
- 2009: Diskokaine Feat. DJ Funk - Bikinini, Gomma Records
- 2010: Hall Of Shame, Gomma Records
- 2011: Wolfram* Featuring Hercules and Love Affair - Fireworks, Permanent Vacation
- 2011: Wolfram* Feat. Haddaway - Thing Called Love, Permanent Vacation
- 2011: Hold My Breath Featuring Holy Ghost!, Permanent Vacation
- 2011: Wolfram* Feat. Paul Parker - Out Of Control, Permanent Vacation
- 2012: Out Of Control / Thing Called Love, Permanent Vacation
- 2014: Can't Remember / Talking To You, DFA Records
- 2016: United 707, DFA Records
- 2019: Rein (feat. Yung Hurn & Egyptian Lover)

## Filmografie
- 2018: Zauberer